# 安齋由香里
安齋 由香里（あんざい ゆかり、12月31日 - ）は、日本の女性声優。台湾および福島県出身。シグマ・セブン所属。

## 経歴
台湾と日本のハーフで、5歳まで台湾の祖母の家で過ごす。ニュージーランドに約8か月の留学経験がある。
小学校4年生から6年生の間に声優に興味を持ち、学習発表会の演劇にてオーディションに受かり演じた役を褒められたことがうれしかったという。P's Voice Artist Schoolの第1期卒業生であり 、2017年11月1日よりスワロウの所属となった。同年、『潔癖男子!青山くん』でデビュー。
2018年、『RELEASE THE SPYCE』の源モモ役で初主演。
2019年、『A&G NEXT ICON 超!CUE!&A』の火曜パーソナリティで初のソロラジオを務める。
2022年10月31日、デビュー当時から所属していたスワロウを退所し、フリーで活動する。
2024年2月1日、シグマ・セブンeに所属し、2025年5月1日よりシグマ・セブンeからシグマ・セブンに移籍した。

## 人物
兄に勧められて見た『魔法少女リリカルなのはA's』で、主題歌を歌い、作中でフェイト・テスタロッサの声を担当していた水樹奈々を知り、声優という職業を目指した。
特技は日本舞踊、英会話。
愛猫テディと暮らしている。
テイルズ作品の大ファンであり、いつか『テイルズオブシリーズ』の作品に出演したいという夢を語っている。
声優業界では石見舞菜香と親交がある。

## 出演
太字はメインキャラクター。

### テレビアニメ
2017年
- 潔癖男子!青山くん（馬場玲緒奈、古川、女子生徒、女子）
- 天使の3P!（石動、小学女子）
- 恋と嘘（女子生徒）

2018年
- 怪獣娘 〜ウルトラ怪獣擬人化計画〜（女）
- デュエル・マスターズ（2018年 - 2019年、“破舞”チュリス、目玉坊ちゃんズ、遠山ハカセ　他）
- 魔法少女サイト（住倉湯華）
- レイトン ミステリー探偵社 〜カトリーのナゾトキファイル〜（客A）
- ハッピーシュガーライフ（北埋川みのり）
- RELEASE THE SPYCE（源モモ）

2019年
- 五等分の花嫁（2019年 - 2021年、アナウンス、江場） - 2シリーズ
- 臨死!!江古田ちゃん（客A）
- ひとりぼっちの○○生活（女子中学生B）

2020年
- Lapis Re:LiGHTs（ティアラ）

2021年
- Fairy蘭丸〜あなたの心お助けします〜（女生徒1、ファン1、アイドルA、男園児）

2022年
- CUE!（夜峰美晴）
- 転生賢者の異世界ライフ 〜第二の職業を得て、世界最強になりました〜（エリス、真竜）
- 東京ミュウミュウ にゅ〜♡（2022年 - 2023年、スタッフ、アナウンサー） - 2シリーズ

2023年
- もういっぽん!（滝川早苗）
- 冰剣の魔術師が世界を統べる（ティアナ＝オルグレン）
- 犬になったら好きな人に拾われた。（女子生徒）
- 鬼滅の刃 刀鍛冶の里編
- 夢見る男子は現実主義者（稲富ゆゆ）

2024年
- リンカイ!（豊橋契）

2025年
- mono（霊）
- わたしが恋人になれるわけないじゃん、ムリムリ!（※ムリじゃなかった!?）（瀬名紫陽花）
- サイレント・ウィッチ 沈黙の魔女の隠しごと（フェリクス〈幼少期〉）

### 劇場アニメ
- 映画 五等分の花嫁（2022年）

### ゲーム
2017年
- 結城友奈は勇者である 花結いのきらめき（2017年 - 2021年、源モモ 他）

2018年
- 極光のレムリア（レミエル）

2019年
- ナイツクロニクル（ヒマリ）
- RELEASE THE SPYCE secret fragrance（源モモ）
- 帝国戦記（2019年 - 2021年、シレーヌ、ネクシア、ホウカ、ロレッタ）
- Z/X Code OverBoost（プシュケ）
- CUE!（夜峰美晴）
- マギアレコード 魔法少女まどか☆マギカ外伝（吉良てまり）
- 天空のクラフトフリート（サレ）

2020年
- ビッグバッドモンスターズ（パメラ、ユナ）

2021年
- 天華百剣 -斬-（加藤国広）
- ラストピリオド -終わりなき螺旋の物語-（カルマ）
- アイドルマスター シンデレラガールズ（2021年 - 2023年、西園寺琴歌） - 2作品
- ラピスリライツ 〜この世界のアイドルは魔法が使える〜（2021年 - 2022年、ティアラ）

2022年
- ブレイブソード×ブレイズソウル（仙刀フツノミタマ＝小怺）

2023年
- ワールドダイスター 夢のステラリウム（リリヤ・クルトベイ）

2025年
- PROGRESS ORDER（レオナ）

### 吹き替え
- ファイヤーバディ（2023年 - 、バン[36]）

### ドラマCD
- ボイスドラマ『帰ってきた元勇者』[37]
- 楠芽吹は勇者である Vol.1（2018年）
- ノベル＆ドラマCDブック『愛を叫べ！怪獣娘！？』～ウルトラ怪獣擬人化計画～（2018年、クラスメイト[38]）
- Kecak2076〜この聲をキミへ！（2020年、さとみ）
- CUE!
  - TVアニメ「CUE!」3巻 Amazon.co.jp限定特典 Windスペシャルボイスドラマ「Risen rhythm」（2022年、夜峰美晴）
  - TVアニメ「CUE!」5巻 Amazon.co.jp限定特典 リーダーズ(陽菜・悠希・美晴・利恵) スペシャルボイスドラマPart1（2022年、夜峰美晴）
  - TVアニメ「CUE!」6巻 Amazon.co.jp限定特典 リーダーズ(陽菜・悠希・美晴・利恵) スペシャルボイスドラマPart2（2022年、夜峰美晴）

### ASMR
- 澪菜さんは甘やかしたい 〜隣に住んでるお姉さんに看病される話〜（2022年、松木澪菜）
- いっしょぐらし ～お嬢様彼女編～（2023年、中之条夢葉）
- 僕だけのVtuber ～みんなの(いじられ)アイドルとドキドキ2人きり配信!～（2023年、春咲うらら）
- はつこいリターンズ!～はらぺこお嬢様は恋を知らない～（2023年、椿つみき）

### ボイスドラマ
- 幕末動乱美少女伝（2024年、四条隆謌、上杉斉憲）
- 戦国繚乱美少女伝（2025年、上杉景勝）

### デジタルコミック
- ラピスリライツ 私たちのPrelude（前奏曲）（2020年、ティアラ）

### ラジオ
※はインターネット配信。
- 天津向のアニメここまで言って委員会（2018年、音泉※）[39]
- TVアニメ「RELEASE THE SPYCE」ツキカゲ大作戦（2018年 - 2019年、音泉※）[40]
- CUE!&A（2019年、文化放送・超!A&G+※、A&G TRIBAL RADIO エジソン内）「Wind」メンバーとして
- A&G NEXT ICON 超!CUE!&A（2019年 - 2022年、超!A&G+※）火曜パーソナリティ[41]
- 春日望と安齋由香里のDoゆーのー the Radio（2020年 - 2021年、きゃにめプライム※・Youtube※・bilibili※）

### ラジオCD
- ラジオCD「RELEASE THE SPYCEツキカゲ大作戦」Vol.1 - 2（2019年）[40]
- 「鷲崎健・藤田茜のグレパラジオP」エンディングテーマソングCD「夕暮れパレット」アフタートーク（2021年）[42]

### テレビ番組
※はインターネット配信。
- つるの剛士のエレクトーンチャレンジ（2016年 - 2017年、ナレーション※）
- リリスパ生放送 〜ミッション：ぽっしぶる!?〜（2018年、ニコニコ生放送※・LINE LIVE※[43]）
- LiGHTsのお悩み相談室（2020年、YouTube※）
- 安齋由香里・土屋李央のオフ会やろうよ！（2022- OPRNREC.tv）https://www.openrec.tv/user/offkai
- 川崎競馬スパーキングトークLIVE（2024年 - 不定期出演、YouTube※）

### 映像作品
- DVD「RELEASE THE SPYCEツキカゲ大作戦」京都編（2019年）
- DVD『春日望と安齋由香里のDoゆーのー the Radio』オリジナルDVD特別企画「アウトドア女子会ってDo-ゆーの？」（2021年）
- CUE!
  - CUE! 1st Anniversary Party「See you everyday」@カルッツかわさき 大ホール ライブ映像（2021年）
  - CUE! 2nd Party「Sing about everything」ライブ映像（2022年）
  - TVアニメ「CUE!」1~3巻 きゃにめ連動購入オリジナル特典 チーム対抗バラエティ動画vol.1（Flower vs Wind）（2022年）
  - CUE! Reading Live Vol.2〜Wind〜映像（2022年）

### 舞台
- サイキック学園（2021年、石川公演のみ、吉祥寺あけみ）
- クリエイティブユニット【ソフトボイルド】Theater-2 『ミッション・イン東京物語』（2021年、日替わりゲスト）
- キミに贈る朗読会「サトラレ～the reading～」（2021年）
- 演劇ユニット【爆走おとな小学生】-山田裕太引退記念授業-『漢のピリオド.〜The Last Stage〜』（2021年、橋姫）
- イロアワセ vol.3 〜LiLY whIte〜（2022年、桜内由紀）
- キミに贈る朗読会「今夜、きみの声が聴こえる」（2023年1月14日 - 15日、MsmileBOX渋谷[44]）

### MC
- 映画『結城友奈は勇者である -鷲尾須美の章-』舞台挨拶[2]
- つるの剛士初エレクトーンライブ 会見[2]
- RayarkCon 2017 Preparty in Tokyo[45]

### その他コンテンツ
- 温泉むすめ（2018年、尖石内湾[46][47]）
- バンめし♪（2020年、加賀美あいり / アリス）
- 「鷲崎健・藤田茜のグレパラジオP」エンディングテーマソングCD「夕暮れパレット」ジャケット撮影協力（2021年）[42]
- 鉄道むすめ（2022年、西浦ありさ[48]）

## ディスコグラフィ

### キャラクターソング
| 発売日         | 商品名                                                                                                  | 歌 | 楽曲 | 備考                                                                     |
| -------------- | --- | --- | --- | ------------------------------------------------------------------------ |
| 2018年6月20日  | SPYCY THE LIFE                                                                                          | ピリペッパーズ | 「SPYCY THE LIFE」 「特製スパイスは刺激的!?」 「目立て！隠密☆大作戦！」                                        | テレビアニメ『RELEASE THE SPYCE』関連曲                                  |
| 2018年10月24日 | スパッと！スパイ&スパイス/Hide & Seek                                                                   | ツキカゲ | 「スパッと！スパイ&スパイス」                                                                                  | テレビアニメ『RELEASE THE SPYCE』オープニングテーマ                      |
| 2018年10月24日 | スパッと！スパイ&スパイス/Hide & Seek                                                                   | ツキカゲ | 「Hide & Seek」                                                                                                | テレビアニメ『RELEASE THE SPYCE』エンディングテーマ                      |
| 2018年11月7日  | RELEASE THE SPYCE キャラクターソング モモ&雪                                                            | 源モモ（安齋由香里） | 「アシタノニオイ」                                                                                             | テレビアニメ『RELEASE THE SPYCE』関連曲                                  |
| 2018年11月7日  | RELEASE THE SPYCE キャラクターソング モモ&雪                                                            | 源モモ（安齋由香里）、半蔵門雪（沼倉愛美） | 「スパッと！スパイ&スパイス」                                                                                  | テレビアニメ『RELEASE THE SPYCE』関連曲                                  |
| 2018年12月25日 | Diversity                                                                                               | 草津結衣奈（高田憂希）、尖石内湾（安齋由香里） | 「未来の彼方」                                                                                                 | 『温泉むすめ』関連曲                                                     |
| 2019年11月27日 | Forever Friends                                                                                         | AiRBLUE | 「Forever Friends」                                                                                            | ゲーム『CUE!』オープニングテーマ                                         |
| 2019年11月27日 | Forever Friends                                                                                         | AiRBLUE | 「さよならレディーメイド」                                                                                     | ゲーム『CUE!』関連曲                                                     |
| 2019年11月27日 | Forever Friends                                                                                         | Wind | 「Forever Friends」                                                                                            | ゲーム『CUE!』関連曲                                                     |
| 2020年2月5日   | START the MAGIC HOUR                                                                                    | LiGHTs | 「Your Lights」 「ポラリス」                                                                                   | 『ラピスリライツ 〜この世界のアイドルは魔法が使える〜』関連曲            |
| 2020年2月12日  | Good meal, Good life                                                                                    | Wind | 「Good meal, Good life」 「Steppin' Girl」 「our song」                                                        | ゲーム『CUE!』関連曲                                                     |
| 2020年3月25日  | beautiful tomorrow                                                                                      | AiRBLUE | 「beautiful tomorrow」 「私たちはまだその春を知らない」                                                        | ゲーム『CUE!』関連曲                                                     |
| 2020年3月25日  | beautiful tomorrow                                                                                      | Wind | 「beautiful tomorrow」                                                                                         | ゲーム『CUE!』関連曲                                                     |
| 2020年7月8日   | 私たちのSTARTRAIL/プラネタリウム                                                                        | ラピスリライツ・スターズ | 「私たちのSTARTRAIL」                                                                                          | テレビアニメ『Lapis Re:LiGHTs』オープニングテーマ                        |
| 2020年7月8日   | 私たちのSTARTRAIL/プラネタリウム                                                                        | LiGHTs | 「プラネタリウム」                                                                                             | テレビアニメ『Lapis Re:LiGHTs』エンディングテーマ                        |
| 2020年8月26日  | Colorful/カレイドスコープ                                                                               | AiRBLUE | 「Colorful」 「カレイドスコープ」                                                                              | ゲーム『CUE!』関連曲                                                     |
| 2020年8月26日  | Colorful/カレイドスコープ                                                                               | Wind | 「Colorful」                                                                                                   | ゲーム『CUE!』関連曲                                                     |
| 2020年9月16日  | NAZO-NAZE Jumping!                                                                                      | Wind | 「NAZO-NAZE Jumping!」 「ぐっばいおぶじぇくしょん」 「CUTE♡CUTE♡CUTE♡」                                        | ゲーム『CUE!』関連曲                                                     |
| 2020年9月16日  | バンめし♪ ふるさとグランプリ ROUND2 〜夏の陣〜                                                          | メリー・バッド・メルヘン［アリス（安齋由香里）］ | 「アリスサイド・キャスリング」                                                                                 | 『バンめし♪』関連曲                                                      |
| 2020年12月23日 | SKY FULL of MAGIC                                                                                       | LiGHTs | 「700,000,000,000,000,000,000,000の空で」                                                                      | テレビアニメ『Lapis Re:LiGHTs』挿入歌                                    |
| 2020年12月23日 | SKY FULL of MAGIC                                                                                       | LiGHTs | 「A.R.I.A」 「私の名は、光。」                                                                                 | テレビアニメ『Lapis Re:LiGHTs』エンディングテーマ                        |
| 2020年12月23日 | SKY FULL of MAGIC                                                                                       | ラピスリライツ・スターズ | 「私の名は、光。」                                                                                             | 『ラピスリライツ 〜この世界のアイドルは魔法が使える〜』関連曲            |
| 2020年12月23日 | SKY FULL of MAGIC                                                                                       | ティアラ（安齋由香里） | 「A.R.I.A -ティアラ Short Edit Ver.-」                                                                         | テレビアニメ『Lapis Re:LiGHTs』挿入歌                                    |
| 2021年1月6日   | 最高の魔法                                                                                              | AiRBLUE | 「最高の魔法」 「白い沿線」                                                                                    | ゲーム『CUE!』関連曲                                                     |
| 2021年1月6日   | 最高の魔法                                                                                              | Wind | 「最高の魔法」                                                                                                 | ゲーム『CUE!』関連曲                                                     |
| 2021年4月21日  | Talk about everything                                                                                   | AiRBLUE | 「CUTE♡CUTE♡CUTE♡」 「ミライキャンバス」 「our song」 「Radio is a Friend!」 「マイサスティナー」 「雫の結晶」 | ゲーム『CUE!』関連曲                                                     |
| 2022年1月26日  | スタートライン/はじまりの鐘の音が鳴り響く空                                                             | AiRBLUE | 「スタートライン」                                                                                             | テレビアニメ『CUE!』オープニングテーマ                                   |
| 2022年1月26日  | スタートライン/はじまりの鐘の音が鳴り響く空                                                             | AiRBLUE | 「はじまりの鐘の音が鳴り響く空」                                                                               | テレビアニメ『CUE!』エンディングテーマ                                   |
| 2022年1月26日  | スタートライン/はじまりの鐘の音が鳴り響く空                                                             | AiRBLUE | 「空合ぼくらは追った」                                                                                         | 『CUE!』関連曲                                                           |
| 2022年1月26日  | スタートライン/はじまりの鐘の音が鳴り響く空                                                             | Wind | 「スタートライン」 「はじまりの鐘の音が鳴り響く空」                                                            | 『CUE!』関連曲                                                           |
| 2022年1月26日  | THE IDOLM@STER CINDERELLA MASTER キセキの証 & Let's Sail Away!!! & ココカラミライヘ！                   | 浅利七海（井上ほの花）、西園寺琴歌（安齋由香里）、八神マキノ（二ノ宮ゆい） | 「Let's Sail Away!!!」                                                                                         | ゲーム『アイドルマスター シンデレラガールズ』関連曲                      |
| 2022年1月26日  | THE IDOLM@STER CINDERELLA MASTER キセキの証 & Let's Sail Away!!! & ココカラミライヘ！ 特別限定盤        | 西園寺琴歌（安齋由香里） | 「Let's Sail Away!!!」                                                                                         | ゲーム『アイドルマスター シンデレラガールズ』関連曲                      |
| 2022年2月23日  | Sound of the Bell/SUGAR×LEMONADE                                                                        | LiGHTs | 「Sound of the Bell」                                                                                          | 『ラピスリライツ 〜この世界のアイドルは魔法が使える〜』関連曲            |
| 2022年2月23日  | Sound of the Bell/SUGAR×LEMONADE LiGHTs盤                                                               | LiGHTs | 「Your Lights（かめりあ's "Lapis Re:DENPA" Remix）」                                                           | 『ラピスリライツ 〜この世界のアイドルは魔法が使える〜』関連曲            |
| 2022年3月16日  | CUE! BD第1巻 きゃにめ特典CD                                                                             | 夜峰美晴（安齋由香里） | 「Forever Friends」                                                                                            | 『CUE!』関連曲                                                           |
| 2022年4月20日  | CUE! BD第2巻 きゃにめ特典CD                                                                             | 夜峰美晴（安齋由香里） | 「さよならレディーメイド」                                                                                     | 『CUE!』関連曲                                                           |
| 2022年5月18日  | CUE! BD第3巻特典CD Windソロコレクション                                                                 | 夜峰美晴（安齋由香里） | 「beautiful tomorrow」 「Colorful」 「最高の魔法」 「ミライキャンバス」                                        | 『CUE!』関連曲                                                           |
| 2022年5月18日  | Tomorrow's Diary／ゆめだより                                                                            | AiRBLUE | 「Tomorrow's Diary」                                                                                           | テレビアニメ『CUE!』オープニングテーマ                                   |
| 2022年5月18日  | Tomorrow's Diary／ゆめだより                                                                            | AiRBLUE | 「ゆめだより」                                                                                                 | テレビアニメ『CUE!』エンディングテーマ                                   |
| 2022年5月18日  | Tomorrow's Diary／ゆめだより                                                                            | AiRBLUE | 「Road to Forever」                                                                                            | テレビアニメ『CUE!』関連曲                                               |
| 2022年5月18日  | Tomorrow's Diary／ゆめだより                                                                            | Wind | 「Tomorrow's Diary」 「ゆめだより」                                                                            | テレビアニメ『CUE!』関連曲                                               |
| 2022年7月20日  | CUE! BD第5巻 きゃにめ特典CD                                                                             | 夜峰美晴（安齋由香里） | 「スタートライン」 「はじまりの鐘の音が鳴り響く空」                                                            | テレビアニメ『CUE!』関連曲                                               |
| 2022年12月14日 | THE IDOLM@STER CINDERELLA GIRLS STARLIGHT MASTER R/LOCK ON! 11 メモリーブロッサム                       | 西園寺琴歌（安齋由香里）、白菊ほたる（天野聡美）、高森藍子（金子有希）、五十嵐響子（種﨑敦美）、水本ゆかり（藤田茜） | 「メモリーブロッサム（M@STER VERSION）」                                                                       | ゲーム『アイドルマスター シンデレラガールズ スターライトステージ』関連曲 |
| 2022年12月14日 | THE IDOLM@STER CINDERELLA GIRLS STARLIGHT MASTER R/LOCK ON! 11 メモリーブロッサム                       | 西園寺琴歌（安齋由香里） | 「メモリーブロッサム（M@STER VERSION）」                                                                       | ゲーム『アイドルマスター シンデレラガールズ スターライトステージ』関連曲 |
| 2022年12月28日 | THE IDOLM@STER CINDERELLA GIRLS STARLIGHT MASTER PLATINUM NUMBER 01 MOTTO!                              | 久川凪（立花日菜）、西園寺琴歌（安齋由香里）、桐生つかさ（河瀬茉希）、白菊ほたる（天野聡美）、村上巴（花井美春）、関裕美（会沢紗弥）、結城晴（小市眞琴） | 「MOTTO!」 | ゲーム『アイドルマスター シンデレラガールズ スターライトステージ』関連曲 |
| 2022年12月28日 | THE IDOLM@STER CINDERELLA GIRLS STARLIGHT MASTER PLATINUM NUMBER 01 MOTTO!                              | 西園寺琴歌（安齋由香里） | 「MOTTO!」 | ゲーム『アイドルマスター シンデレラガールズ スターライトステージ』関連曲 |
| 2022年12月30日 | Majoram Therapie -ももクロ×シンデレラ ver.-                                                             | ももいろクローバーZ、THE IDOLM@STER CINDERELLA GIRLS | 「Majoram Therapie」                                                                                           | ゲーム『アイドルマスター シンデレラガールズ スターライトステージ』関連曲 |
| 2023年6月7日   | THE IDOLM@STER CINDERELLA MASTER 064 西園寺琴歌                                                         | 西園寺琴歌（安齋由香里） | 「セレブレイト・スターレイル」                                                                                 | 『アイドルマスター シンデレラガールズ』関連曲                            |
| 2023年7月19日  | THE IDOLM@STER CINDERELLA GIRLS STARLIGHT MASTER PLATINUM NUMBER 04 Majoram Therapie                    | 夢見りあむ（星希成奏）、西園寺琴歌（安齋由香里）、大槻唯（山下七海）、北条加蓮（渕上舞） | 「Majoram Therapie」                                                                                           | ゲーム『アイドルマスター シンデレラガールズ スターライトステージ』関連曲 |
| 2023年9月20日  | THE IDOLM@STER CINDERELLA GIRLS STARLIGHT MASTER PLATINUM NUMBER 09 さやけき花の生命に                  | 西園寺琴歌（安齋由香里）、相葉夕美（木村珠莉） | 「さやけき花の生命に（M@STER VERSION）」                                                                       | ゲーム『アイドルマスター シンデレラガールズ スターライトステージ』関連曲 |
| 2023年9月20日  | THE IDOLM@STER CINDERELLA GIRLS STARLIGHT MASTER PLATINUM NUMBER 09 さやけき花の生命に                  | 西園寺琴歌（安齋由香里） | 「さやけき花の生命に（M@STER VERSION）」                                                                       | ゲーム『アイドルマスター シンデレラガールズ スターライトステージ』関連曲 |
| 2023年11月13日 | 夢のステラリウム                                                                                        | 鳳ここな（石見舞菜香）、静香（長谷川育美）、カトリナ・グリーベル（天城サリー）、新妻八恵（長縄まりあ）、柳場ぱんだ（大空直美）、流石知冴（佐々木李子）、千寿暦（鳥部万里子）、ラモーナ・ウォルフ（田中美海）、王雪（花井美春）、リリヤ・クルトベイ（安齋由香里）、与那国緋花里（下地紫野）、千寿いろは（岡咲美保）、白丸美兎（近藤玲奈）、阿岐留カミラ（若井友希）、猫足蕾（芹澤優）、本巣叶羽（赤尾ひかる）、連尺野初魅（葵井歌菜）、烏森大黒（Lynn）、舎人仁花子（斉藤朱夏）、萬容（山村響）、筆島しぐれ（吉岡麻耶） | 「夢のステラリウム」                                                                                           | ゲーム『ワールドダイスター 夢のステラリウム』関連曲                      |
| 2023年12月27日 | ゲームアプリ『ワールドダイスター 夢のステラリウム』 Vocal Album Vol.1「プラネタリウム・レヴュー」       | 千寿暦（鳥部万里子）、ラモーナ・ウォルフ（田中美海）、王雪（花井美春）、リリヤ・クルトベイ（安齋由香里）、与那国緋花里（下地紫野） | 「プラネタリウム・レヴュー」 「夢のステラリウム」                                                              | ゲーム『ワールドダイスター 夢のステラリウム』関連曲                      |
| 2023年12月27日 | ゲームアプリ『ワールドダイスター 夢のステラリウム』 Vocal Album Vol.1「プラネタリウム・レヴュー」       | 王雪（花井美春）、リリヤ・クルトベイ（安齋由香里） | 「夏の夜空に光る雪」                                                                                           | ゲーム『ワールドダイスター 夢のステラリウム』関連曲                      |
| 2023年12月27日 | ゲームアプリ『ワールドダイスター 夢のステラリウム』 Vocal Album Vol.1「プラネタリウム・レヴュー」       | リリヤ・クルトベイ（安齋由香里）、ラモーナ・ウォルフ（田中美海） | 「小さな奇跡の降る夜に」                                                                                       | ゲーム『ワールドダイスター 夢のステラリウム』関連曲                      |
| 2024年9月11日  | THE IDOLM@STER CINDERELLA GIRLS STARLIGHT MASTER HEART TICKER! 09 神様！絶対だよ                        | イヴ・サンタクロース（松永あかね）、西園寺琴歌（安齋由香里）、島村卯月（大橋彩香）、高森藍子（金子有希）、新田美波（洲崎綾） | 「神様！絶対だよ（M@STER VERSION）」                                                                           | ゲーム『アイドルマスター シンデレラガールズ スターライトステージ』関連曲 |
| 2024年9月11日  | THE IDOLM@STER CINDERELLA GIRLS STARLIGHT MASTER HEART TICKER! 09 神様！絶対だよ                        | 西園寺琴歌（安齋由香里） | 「神様！絶対だよ（M@STER VERSION）」                                                                           | ゲーム『アイドルマスター シンデレラガールズ スターライトステージ』関連曲 |
| 2025年1月26日  | Worlds Dye Star                                                                                         | シリウス、銀河座、Eden、劇団電姫 | 「Worlds Dye Star」                                                                                            | ゲーム『ワールドダイスター 夢のステラリウム』関連曲                      |
| 2025年5月28日  | ゲームアプリ『ワールドダイスター 夢のステラリウム』 Vocal Album Vol.6「プラネタリウム・レヴュー Act-2」 | ラモーナ・ウォルフ（田中美海）、リリヤ・クルトベイ（安齋由香里） | 「ヱテルナ・ガラクシア」                                                                                       | ゲーム『ワールドダイスター 夢のステラリウム』関連曲                      |
| 2025年5月28日  | ゲームアプリ『ワールドダイスター 夢のステラリウム』 Vocal Album Vol.6「プラネタリウム・レヴュー Act-2」 | リリヤ・クルトベイ（安齋由香里） | 「Crystal Bell」                                                                                               | ゲーム『ワールドダイスター 夢のステラリウム』関連曲                      |
| 2025年5月28日  | ゲームアプリ『ワールドダイスター 夢のステラリウム』 Vocal Album Vol.6「プラネタリウム・レヴュー Act-2」 | 千寿暦（鳥部万里子）、ラモーナ・ウォルフ（田中美海）、王雪（花井美春）、リリヤ・クルトベイ（安齋由香里）、与那国緋花里（下地紫野） | 「Worlds Dye Star」                                                                                            | ゲーム『ワールドダイスター 夢のステラリウム』関連曲                      |

### その他参加楽曲
| 発売日        | 商品名           | 歌               | 楽曲               | 備考 |
| ------------- | ---------------- | ---------------- | ------------------ | ---- |
| 2020年8月26日 | 羞恥心に殺される | 乱躁滅裂ガールズ | 「乱躁滅裂ガール」 |      |

## ライブ・イベント

### 合同ライブ
| 公演日               | タイトル                                                                                     | 会場                                                 |
| -------------------- | -------------------------------------------------------------------------------------------- | ---------------------------------------------------- |
| 2019年11月2日・3日   | CUE! Mini Live Event「Nice to meet you!」                                                    | harevutai（東京都）                                  |
| 2020年11月1日        | CUE! 1st Anniversary Party「See you everyday」                                               | カルッツかわさき 大ホール（神奈川県）                |
| 2021年8月15日        | CUE! 2nd Party「Sing about everything」                                                      | TACHIKAWA STAGE GARDEN（東京都）                     |
| 2021年11月28日       | THE IDOLM@STER CINDERELLA GIRLS 10th ANNIVERSARY M@GICAL WONDERLAND TOUR!!! Celebration Land | 幕張イベントホール（千葉県）                         |
| 2022年4月3日         | THE IDOLM@STER CINDERELLA GIRLS 10th ANNIVERSARY M@GICAL WONDERLAND!!!                       | 西武ドーム（ベルーナドーム、埼玉県）                 |
| 2022年5月1日         | CUE! 3rd Party「Start a new line」                                                           | TACHIKAWA STAGE GARDEN（東京都）                     |
| 2022年5月14日        | バンダイナムコエンターテインメントフェスティバル 2nd                                         | 千葉マリンスタジアム（ZOZOマリンスタジアム、千葉県） |
| 2022年9月4日         | THE IDOLM@STER CINDERELLA GIRLS LIKE4LIVE #cg_ootd                                           | 名古屋市総合体育館（日本ガイシホール、愛知県）       |
| 2022年11月19日       | CUE! 4th Party「Forever Friends」                                                            | パシフィコ横浜（神奈川県）                           |
| 2022年11月26日・27日 | THE IDOLM@STER CINDERELLA GIRLS Twinkle LIVE Constellation Gradation                         | 西武ドーム（ベルーナドーム、埼玉県）                 |
| 2022年12月31日       | 第6回ももいろ歌合戦                                                                          | 日本武道館（東京都）                                 |
| 2023年9月9日・10日   | THE IDOLM@STER CINDERELLA GIRLS Shout out Live!!!                                            | 愛知県国際展示場 ホールA（愛知県）                   |